# (39326) 2001 XL37
2001 أكس أل 37 (ويعرف أيضًا باسم (39326) 2001 أكس أل 37 وفق تسمية الكوكب الصغير) (بالإنجليزية: 2001 XL37)‏ هو كويكب ضمن حزام الكويكبات؛ وترتيبه 39326 من حيث الاكتشاف.
اكتُشف هذا الجُرم الفلكي بواسطة بحث لنكولن عن الكويكبات القريبة من الأرض في 14 ديسمبر 2001.

## وصلات خارجية
- (39326) 2001 XL37 في قاعدة بيانات مختبر الدفع النفاث لأجرام النظام الشمسي الصغيرة

- الاكتشاف · مخطط المدار ·  العناصر المدارية · المعلمات المادية

- (39326) 2001 XL37 على موقع ويكي سكاي: DSS2, SDSS, GALEX, IRAS, Hydrogen α, X-Ray, Astrophoto, Sky Map, Articles and images